# Lauenburger Schloss

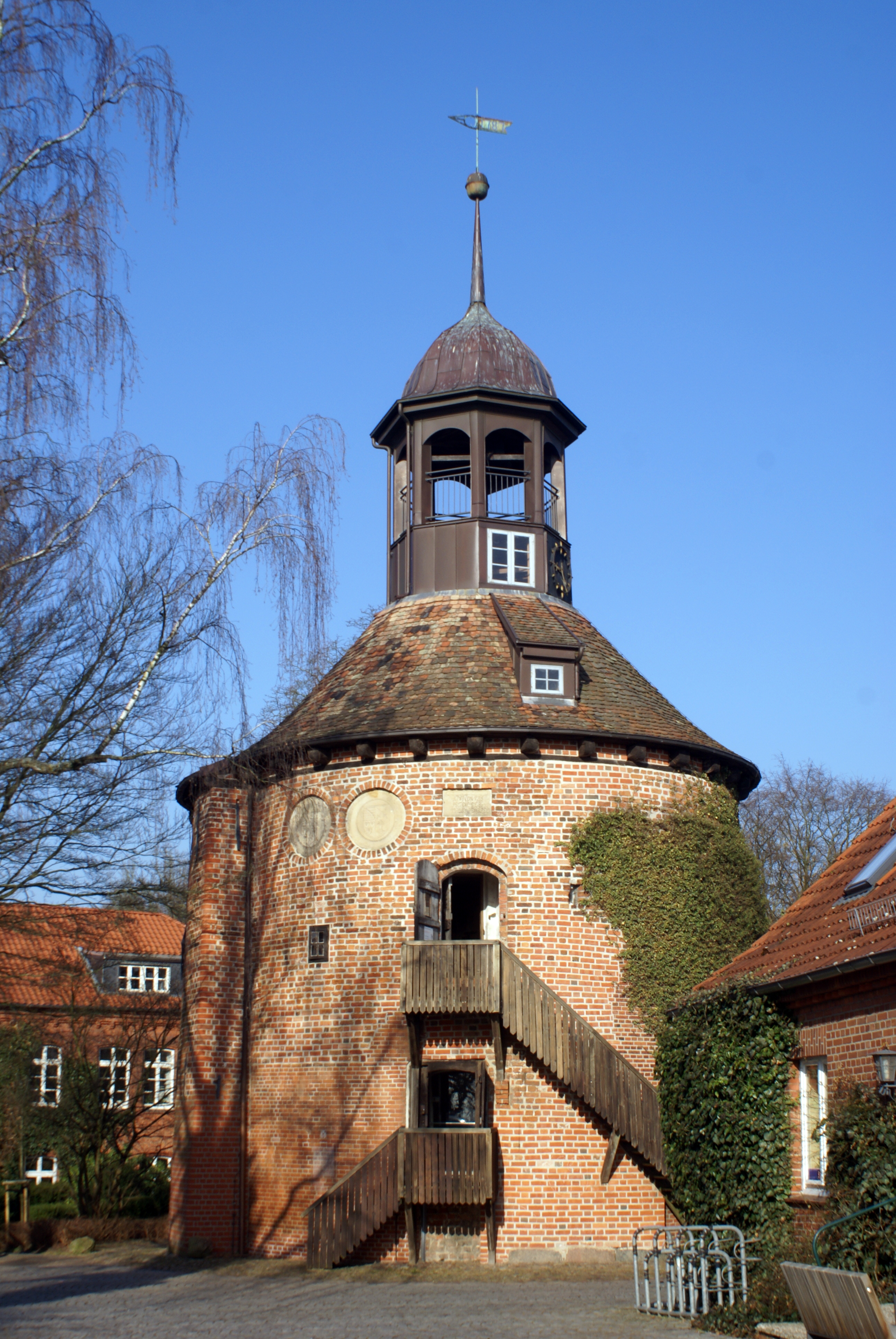
Erhaltener Schlossturm Lauenburg

Das Lauenburger Schloss über der Stadt Lauenburg in Schleswig-Holstein war namensgebend für das Herzogtum Lauenburg. Es wurde durch Beschuss kaiserlicher Artillerie 1656 zerstört. Einziger Überrest ist der Turm.

## Von der Lauenburg zum Schloss

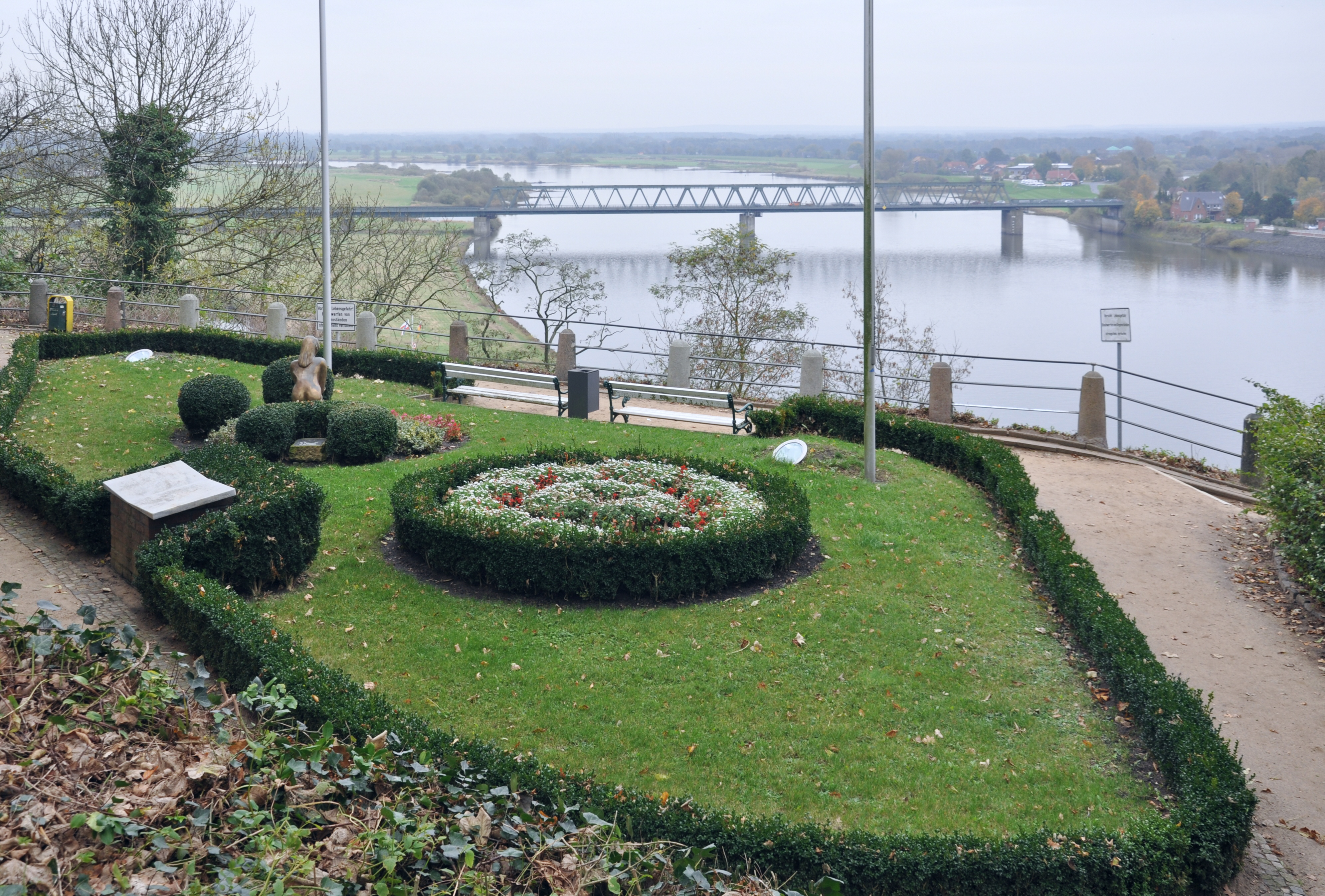
Blick vom Burgberg auf die Elbe

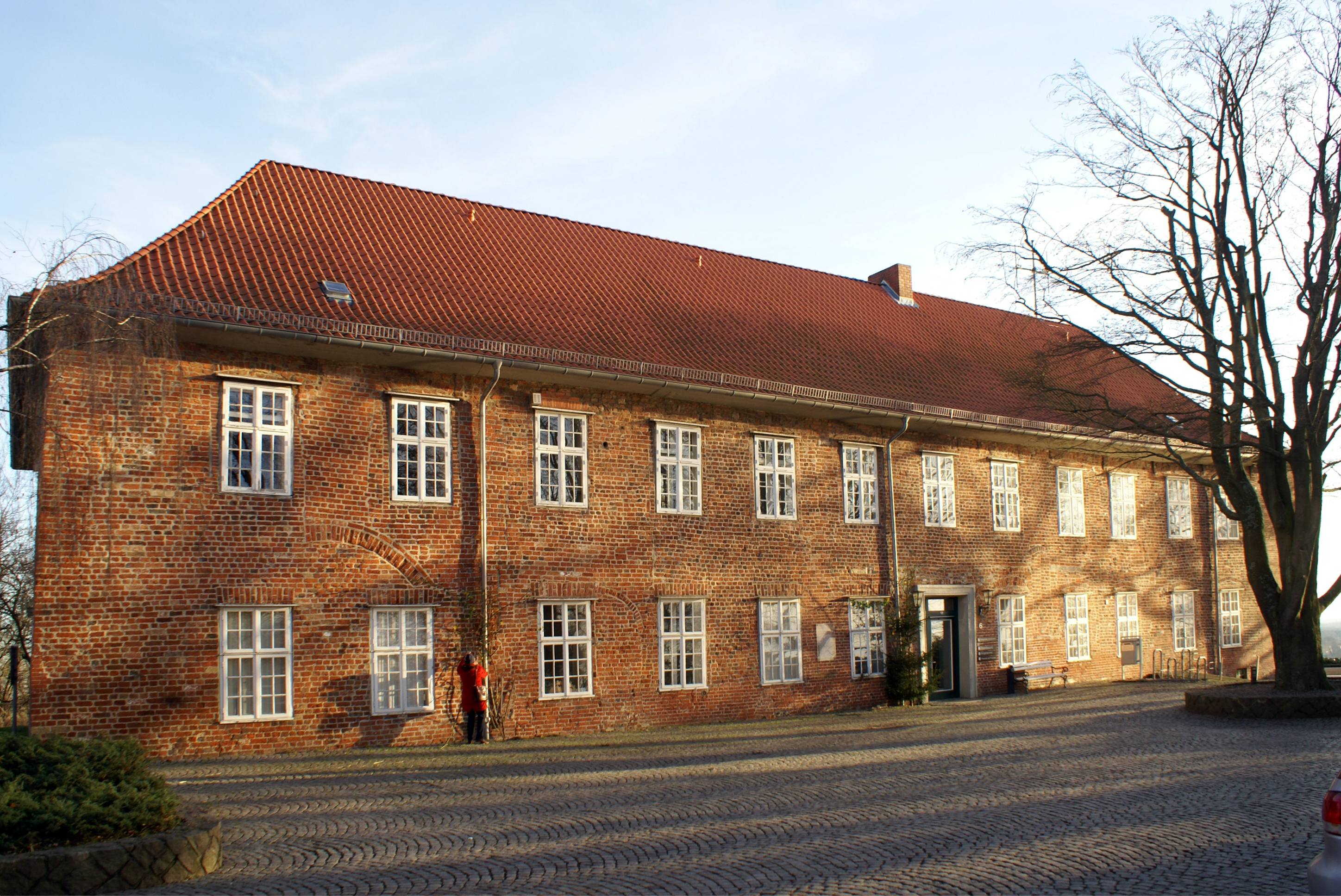
Amtshaus von 1708

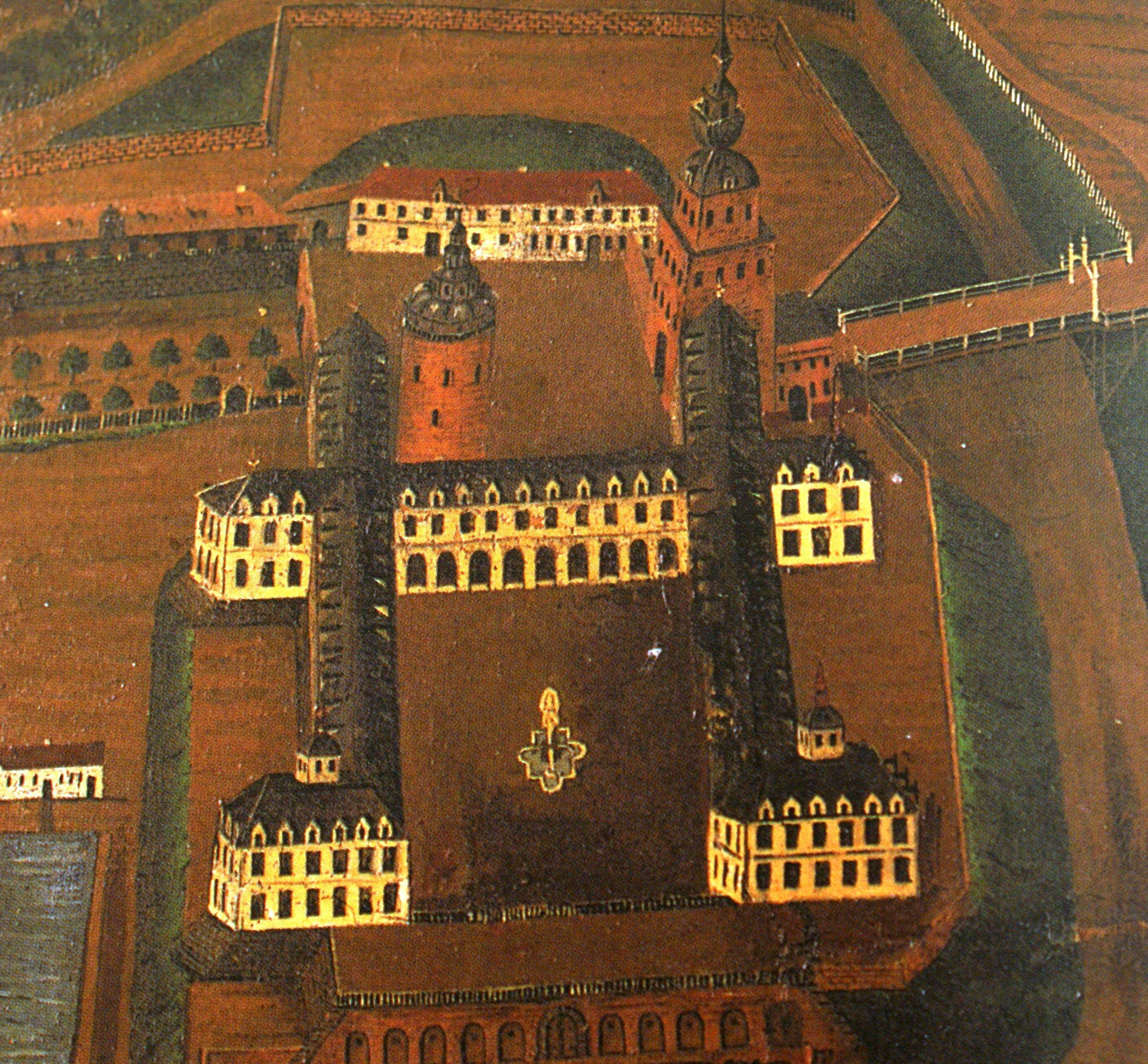
Plan für einen möglichen Wiederaufbau des Schlosses Lauenburg von dem Maler Heinrich Martens um 1656/1657

Die Lauenburg wurde 1182 von Bernhard von Sachsen errichtet. Der Name war ursprünglich „Polabenburg“ und bezeichnete die Burg im Lande des unterworfenen slawischen Stammes der Polaben (Bewohner an der Elbe, altslawisch labe). Als Lage wählte er eine gut zu verteidigende Anhöhe über dem Fluss in der Nähe der niedergebrannten Ertheneburg, deren Steine er als Baumaterial nach Lauenburg schaffen ließ. Beide Burgen dienten strategisch der Sicherung des Elbüberganges der Alten Salzstraße zwischen Lüneburg und Lübeck. Noch während der Bauzeit wurde die Burg von Anhängern Heinrichs des Löwen 1184 zerstört, auf Anweisung des Kaisers mussten die Plünderer anschließend jedoch beim Wiederaufbau der Burg mithelfen. Diese geriet um 1203 nach zwischenzeitlicher Eroberung durch Adolf I. von Dassel in dänische Herrschaft und wurde 1228 von Albrecht I. befreit. Er machte die Burg zu seinem Stammsitz. 
Im 15. Jahrhundert wandelten lang währende Um- und Ausbauarbeiten, vor allem unter Herzog Johannes IV. die Burg in ein spätgotisches Schloss. Der Turm wurde zwischen 1457 und 1477 errichtet. Das Schloss bestand aus mehreren einzelnen Bauteilen, war größtenteils aus Backstein errichtet und im Stile der Renaissance ausgeschmückt. Es umfasste den Turm, ein großes und ein kleines Steinwerk, ein Küchenhaus am großen Steinwerk, das Brau- und Backhaus, Fleischhaus und Vogthaus sowie Residenzhaus, Torhaus und Wittum, die unter einem Dach lagen, und schließlich den Pferdestall.
Die Schlosskirche wurde 1595 anlässlich der unversehrten Heimkehr des Herzoges aus dem Türkenkrieg erbaut. Die Einweihung der Schlosskirche fand 1596 statt.
Am 29. Januar 1616 brach auf dem Schlossberg ein Brand aus. Ausgehend von der Schlosskirche griff der Brand auf einen der Hauptflügel des Schlosses über, dieser beherbergte die herrschaftlichen Räumlichkeiten. Der Brand wurde durch ein nicht abgelöschtes Kohlenfeuer in der Schlosskirche ausgelöst. Ein Teil des Schlossbaues blieb unzerstört. Den unversehrten Teil des Schlossbaues bewohnte Herzog Franz II. bis zu seinem Tod am 2. Juli 1619. Herzog August verlegte nach Abschluss des Erbvertrages seine Residenz 1619 in das Ratzeburger Schloss. Die Herzoginwitwe Maria nutzte den Bereich des Schlosses bis zu ihrem Tod am 13. August 1626. Auf einer dänischen Militärkarte des Jahres 1638 ist das Schloss noch abgebildet. Das Schloss war zeitweise unter schwedischer Besatzung, 1656 beschädigte kaiserlicher Artilleriebeschuss die noch vorhandenen Gebäude schwer. Herzog Julius Heinrich plante nach Kriegsende zwar einen Neubau, dieser wurde jedoch nicht mehr ausgeführt. Im Jahr 1708 wurde das heute als Schloss bezeichnete Amtshaus errichtet. Das Torhaus und ein unmittelbar nebenstehendes Gebäude hat man 1817 abbrechen lassen.

## Die Relikte des Schlosses
Den Mittelpunkt des Schlossbergs und das Wahrzeichen Lauenburgs bildet der erhaltene mächtige Wehrturm. Dieser war nach 20-jähriger Bauzeit 1477 fertiggestellt und mit zwei Meter dicken Mauern, Schießscharten und Pulverkammern versehen. Von hier aus war eine Kontrolle der Stadt, der Elbe und des umgebenden Landes möglich. Nach der Zerstörung des Schlosses 1656 wurde ein oberes Stockwerk abgetragen und der Turm erhielt um 1725 seine heutige Gestalt mit dem barocken Dachreiter. In seinem Inneren wurden im Obergeschoss Gefängniszellen eingerichtet und im kreuzrippenüberwölbten Untergeschoss fand ein Lapidarium seinen Platz. Ludwig Harms, Gründer der Hermannsburger Mission, besuchte regelmäßig die in den Gefängniszellen einsitzenden Delinquenten.
Am Turm befinden sich unterhalb der Dachtraufe zwei große Sandsteinmedaillons von 1474 und 1477. In die Tafeln sind Minuskelinschriften mit Bezug auf Herzog Johann IV. und das herzogliche Wappen eingearbeitet.
Dem Turm gegenüber befindet sich das heute als „Schloss“ bezeichnete Amtshaus von 1708. Der langgezogene Bau aus Backstein mit seinem Walmdach dient seit den 1920er Jahren der Stadtverwaltung als Dienstgebäude. Die Schlossanlage wurde bis 1924 von Oberstleutnant Georg Brinkmann bewohnt.
Rings um das Schloss befand sich ein von Herzog Franz II. nach Art römischer Terrassengärten angelegter „Fürstengarten“, der jedoch nach den Zerstörungen durch die Kriegshandlungen von 1656 verwilderte. Heute finden sich noch die Reste einer zwischenzeitlich restaurierten Grotte (die geschlossen ist) und ein gewundener Weg, der durch die früheren Befestigungsanlagen verläuft. Von der als „Askanierblick“ bezeichneten Aussichtsterrasse unterhalb des Amtshauses reicht der Blick über die Elbe bis weit nach Niedersachsen hinein.